# Black Mouth Cur
Der Black Mouth Cur ist eine nicht vom AKC oder der FCI anerkannte Hunderasse aus den USA. Die Rasse wird seit 1998 von UKC anerkannt.

## Herkunft und Geschichtliches
Der genaue Ursprung des Black Mouth Cur ist nicht geklärt. Die beiden hauptsächlichen Theorien zu seiner Herkunft behaupten eine Herkunft entweder aus den Bergen Tennessees oder aber aus Mississippi. Auf jeden Fall handelt es sich bei der Rasse um einen Jagd- und Schutzhund der weißen Siedler in Nordamerika, der vermutlich aus der Kreuzung von europäischen mit einheimischen Hunden entstand.

## Beschreibung
Der Black Mouth Cur ist ein mittelgroßer Hund vom Cur-Typ. Im Rassestandard des UKC wird ausdrücklich die Fähigkeit zur Arbeit als hauptsächliches Kriterium der Evaluation benannt. Das Fell ist kurz und liegt eng an, die Farben sind rot, gelb, falb, schwarz, braun und gestromt, mit schwarzer Maske oder ohne. Wenig Weiß ist zulässig, solange es nicht mehr als zehn Prozent der Körperoberfläche bedeckt. Dilute-Varianten sind ebenfalls zulässig. Scheckung, Sprenkelung, Merlefarbe und ein weißer Kragen sind nicht zugelassen.
Der Kopf ist im Verhältnis zum Körper ziemlich groß, die Schnauze ist etwas kürzer als der Hirnschädel und von diesem mit einem deutlichen Stop abgegrenzt. Die Lefzen liegen eng an. Ein vollständiges Scherengebiss ist erwünscht. Vor- oder Rückbiss führt zur Disqualifikation. Die Hängeohren sind kurz bis mittellang und hoch angesetzt.
Erwünscht ist ein auf Ausdauer ausgelegter Hund, dessen Körperlänge seiner Widerristhöhe entspricht oder etwas länger ist. Der Rücken ist gerade, die Lenden sind etwas gebogen. Der Brustkorb ist breit und muskulös, wobei der Abstand zwischen den Vorderläufen mindestens vier Zoll (10 cm) betragen soll.

## Verwendung
Der Black Mouth Cur ist ein schneller Jagdhund, der sowohl auf Sicht als auch mit Hilfe des Geruchssinns jagt. Er wird für die Jagd auf Eichhörnchen und Waschbären eingesetzt, die er nach Art der Coonhounds einen Baum hochtreibt und verbellt, aber auch für die Wildschwein- und Bärenjagd. Beim Verfolgen des Wilds ist er nicht spurlaut, sondern bellt höchstens gelegentlich. 
Neben dem Einsatz als Jagdhund kann die Rasse auch als Schutz- und Wachhund eingesetzt werden.